# Croton longinervius
Espèce
Croton longinervius est une espèce de plantes à fleurs du genre Croton et de la famille Euphorbiaceae présente au Brésil (Goiás).
Il a pour synonymes :
- Croton longinervius var. major, Müll.Arg., 1874
- Croton longinervius var. minor, Müll.Arg., 1873
- Oxydectes longinervia, (Müll.Arg.) Kuntze